# Egor Letov
Igor' Fëdorovič Letov (in russo Игорь Фёдорович Летов?; Omsk, 10 settembre 1964 – Omsk, 19 febbraio 2008) è stato un cantante e chitarrista russo noto soprattutto per essere stato il leader del gruppo punk rock russo Graždanskaja Oborona (Гражданская Оборона, "Difesa civile"). Formò anche il collettivo Communism, e suonò con Jana Djagileva (Janka). Letov fu anche il cofondatore del Partito Nazional Bolscevico.
Letov fu un prolifico musicista ed una figura controversa, soprattutto nella seconda metà degli anni ottanta quando satirizzò il sistema sovietico ed aiutò lo sviluppo del punk sovietico traendone le origini dalla musica popolare. Diventò ancora più controverso dopo il crollo dell'Unione Sovietica, quando ritornò ad affrontare in maniera nostalgica il passato sovietico, guadagnandosi amici tra i nazionalisti ed i comunisti.
In un'intervista Letov indicò Aleksandr Ivanovič Vvedenskij (1904-1941) come il suo poeta preferito, uno gli scrittori dell'OBĖRIU e Vladimir Majakovskij. Si disse anche interessato al concettualismo, e definì i suoi lavori nella musica punk e nella creazione di un'immagine pubblica come un lavoro di performance art concettuale.
Nel 1997 sposò la bassista dei Graždanskaja Oborona, Natal'ja Čumakova; la coppia non ebbe figli.
Letov morì nel sonno nella sua casa di Omsk il 19 febbraio 2008 a quarantatré anni.